# راؤول تورينتي
راؤول تورينتي (بالإسبانية: Raúl Torrente)‏ هو لاعب كرة قدم إسباني في مركز الدفاع، ولد في 2001 في سان خافيير في إسبانيا.

## وصلات خارجية
- راؤول تورينتي على موقع قاعدة بيانات كرة القدم.إي يو (الإنجليزية)
- راؤول تورينتي على موقع Soccerway.com (الإنجليزية)